# Georg Backhaus (Ingenieur)
Georg Backhaus (* 22. Oktober 1910 in Ostrowo; † 9. November 2008) war ein deutscher Ingenieur, Hochschullehrer und Chefaerodynamiker in den Flugzeugwerken Dresden.

## Leben und Werk
Nach dem Schulbesuch studierte er. Später promovierte er zum Dr.-Ing. Bis zum Ende des Zweiten Weltkrieges war er leitender Aerodynamiker bei der Junkers Flugzeug- und Motorenwerke AG in Dessau und Mitglied der Lilienthal-Gesellschaft. 1955 wurde er nichtbeamteter Professor an der Technischen Hochschule Dresden. Von 1957 bis 1961 war er Direktor des Instituts für Flugwerk des Forschungszentrums für Luftfahrtindustrie und für Projektierung und Aerodynamik im VEB Flugzeugwerke Dresden zuständig. Danach leitete er das Institut für Festkörpermechanik. 1972 war er ordentlicher Professor an der Sektion Grundlagen des Maschinenwesens der Technischen Universität Dresden.

## Schriften (Auswahl)
- Einführung in Probleme der aerodynamischen Flugzeuggestaltung. Forschungszentrum der Luftfahrtindustrie, Zentralstelle für Literatur und Lehrmittel, Dresden 1958.
- Deformationsgesetze. Akademie-Verlag, Berlin 1983.